# Narganes
Narganes es un lugar y una parroquia del concejo de Peñamellera Baja, en la comarca de Oriente de Asturias, al norte de España.

## Historia
Había en el pueblo una barca para cruzar el río y su dominio se hizo importante durante la invasión napoleónica ya que el frente oriental del ejército asturiano se emplazó en el Cares-Deva, apoderándose el general Ballesteros de la barca el 7 de diciembre de 1808; lo que no impidió el avance francés ya que el coronel Gauthier pasó el río con sus tropas el 22 de mayo de 1809.
Hasta el año 2003 formaba parte de la parroquia de Buelles, pero a partir de entonces pasó a formar parte de la parroquia homónima, de nueva creación.
Ha sido siempre un pueblo dedicado a la ganadería, aunque debido al envejecimiento de la población, y a la emigración de la población más joven, apenas quedan ya ganaderos en la parroquia. Antaño era lugar de cesteros-maconeros apodados los donjuanes, por llamarse Don Juan o Gascón la jerga propia de este colectivo. Parte de la formación del Monumento Natural de la Sauceda de Buelles se extiende en las proximidades de esta localidad.
Su principal atracción es la pesca en el río Cares-Deva que pasa por al lado del pueblo, ya que en él hay muchos pozos salmoneros, donde los pescadores procedentes principalmente del norte de España y de Francia lo intentan con el reo y el salmón.

## Geografía
Situada en la margen izquierda del río Deva, a 84 metros sobre el nivel del mar, se encuentra en plena vega, a los pies de las estribaciones más orientales de la sierra del Cuera, entre las que destaca el pico Jana de 611 metros de altitud, con una importante fortificación altomedieval que aprovecha el dominio sobre el terreno y la gran panorámica. Se encuentra a 4 km por la carretera AS-343 de Panes, la capital municipal.

## Demografía
Según los últimos datos recogidos del año 2022, Narganes cuenta con una población de 56 habitantes (37 hombres y 19 mujeres).   
A continuación, se muestra la evolución demográfica desde el año 2000:  
| Gráfica de evolución demográfica de Narganes entre 2000 y 2022                           |
|                                                                                          |
| Fuente: Instituto Nacional de Estadística de España - Elaboración gráfica por Wikipedia. |

## Fiestas
Celebra las fiestas de San Cosme y San Damián el 26 y 27 de septiembre siendo éstas sus fiestas patronales, aunque también se celebra la sacramental el 15 de julio.